# São José do Cedro
São José do Cedro är en kommun i Brasilien.   Den ligger i delstaten Santa Catarina, i den södra delen av landet, 1 300 km sydväst om huvudstaden Brasília. Antalet invånare är 13 672.
Omgivningarna runt São José do Cedro är en mosaik av jordbruksmark och naturlig växtlighet. Runt São José do Cedro är det ganska glesbefolkat, med 35 invånare per kvadratkilometer.